# Municipio de Riverside (Míchigan)
El municipio de Riverside (en inglés: Riverside Township) es un municipio ubicado en el condado de Missaukee en el estado estadounidense de Míchigan. En el año 2010 tenía una población de 1179 habitantes y una densidad poblacional de 12,8 personas por km².

## Geografía
El municipio de Riverside se encuentra ubicado en las coordenadas 44°12′57″N 85°8′27″O / 44.21583, -85.14083. Según la Oficina del Censo de los Estados Unidos, el municipio tiene una superficie total de 92.08 km², de la cual 91,55 km² corresponden a tierra firme y (0,57 %) 0,53 km² es agua.

## Demografía
Según el censo de 2010, había 1179 personas residiendo en el municipio de Riverside. La densidad de población era de 12,8 hab./km². De los 1179 habitantes, el municipio de Riverside estaba compuesto por el 98,3 % blancos, el 0,17 % eran afroamericanos, el 0,08 % eran amerindios, el 0,42 % eran asiáticos, el 0,51 % eran de otras razas y el 0,51 % eran de una mezcla de razas. Del total de la población el 2,46 % eran hispanos o latinos de cualquier raza.